# Epsilon Crucis
Epsilon Crucis (Ginan, ε Cru) – gwiazda w gwiazdozbiorze Krzyża Południa, znajdująca się w odległości około 230 lat świetlnych od Słońca.

## Nazwa
Gwiazda nie ma nazwy własnej w tradycji arabskiej i europejskiej, ale Aborygeni australijscy z ludu Wardaman znają ją pod nazwą Ginan. Międzynarodowa Unia Astronomiczna w 2017 roku formalnie zatwierdziła użycie nazwy Ginan dla określenia tej gwiazdy.

## Charakterystyka obserwacyjna
Jest to piąta co do jasności gwiazda Krzyża Południa, widoczna gołym okiem między jaśniejszymi gwiazdami Acrux i Delta Crucis. Jej dostrzeżenie pozwala odróżnić Krzyż Południa od niedalekiego asteryzmu Fałszywego Krzyża. Jako część bardzo charakterystycznego gwiazdozbioru jest widoczna na flagach kilku państw, m.in. Australii, Papui-Nowej Gwinei i Samoa (gwiazdy tej nie ma na fladze Nowej Zelandii). Jest to gwiazda zmienna nieregularna, jej obserwowana wielkość gwiazdowa zmienia się od 3,4 do 4,0m bez rozpoznawalnego okresu zmian

## Charakterystyka fizyczna
Jest to olbrzym należący do typu widmowego K. Emituje 330 razy więcej promieniowania niż Słońce, ma temperaturę 4150 K, niższą niż temperatura fotosfery Słońca. Ma promień równy 35 promieni Słońca i masę około 1,7 raza większa niż masa Słońca. Gwiazda rozpoczęła życie jako przedstawicielka typu widmowego A około dwóch miliardów lat temu. Nie jest pewne, na jakim etapie ewolucji jest obecnie.